# Хюнлайн, Адольф
Адольф Хюнлайн, нем. Adolf Hühnlein (12 сентября 1881, Нойштедтлайн, округ Байройт — 18 июня 1942, Мюнхен) — государственный деятель нацистской Германии, корфюрер Национал-социалистического моторизованного корпуса, генерал-майор вермахта, рейхсляйтер.
Родом из крестьянской семьи. Получил военное образование, окончил военную академию в Мюнхене в 1912 г. В годы Первой мировой войны командовал батальоном, награждён Железными крестами 2-й и 1-й степени, в конце войны служил в Генеральном штабе.

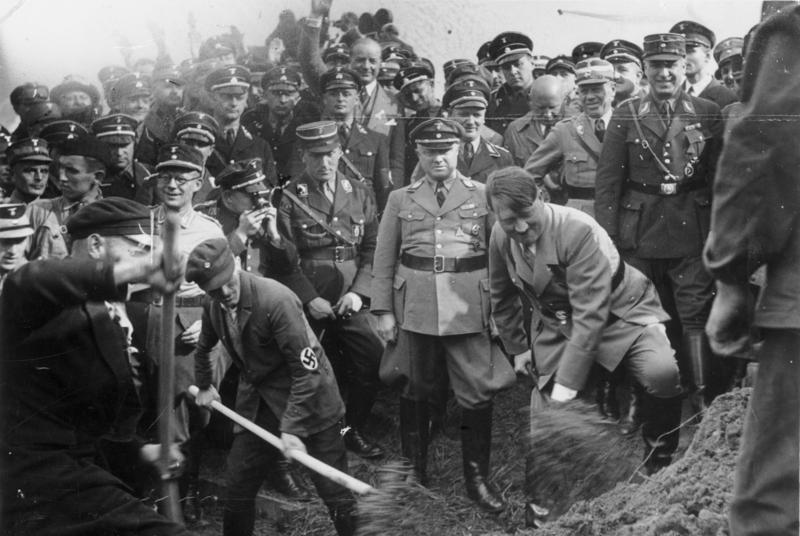
Адольф Хюнлайн (справа за Гитлером) на закладке автобана. Франкфурт. 1933 год

После войны командовал батальоном во фрайкоре Ф. фон Эппа. В 1923 г. выступил в защиту Гитлера, в связи с чем был вынужден покинуть рейхсвер. В том же году участвовал в нацистском путче и провёл 6 месяцев в заключении.
С 1924 входит в высшее руководство СА, с 1925 — квартирмейстер НСДАП. Эрнст Рём присвоил ему звание обергруппенфюрера СА и назначил начальником автомобильной службы СА. В 1930 г. был основан Национал-социалистический автомобильный корпус, переименованный в 1931 г. в НСКК, как подразделение СА. После «Ночи длинных ножей» Гитлер выделил НСКК в качестве самостоятельной организации, хотя фактически с тех пор она была под контролем СС.
Во время войны отвечал за транспорт в рейхе, в том числе на оккупированных территориях.
Скончался от рака 18 июня 1942 года. Посмертно получил высшую награду рейха — Германский орден. Его преемником был назначен Эрвин Краус. До настоящего времени Хюнлайн является почётным гражданином городов Байройт и Арвайлер.

## Награды
- Железный крест 2-го класса (13 сентября 1914) (Королевство Пруссия)
- Орден «За военные заслуги» 4-го класса с мечами (27 марта 1915) (Королевство Бавария)
- Железный крест 1-го класса (18 ноября 1915) (Королевство Пруссия)
- Орден «За военные заслуги» 4-го класса с короной и мечами (03 марта 1919) (Королевство Бавария)
- Орден Крови № 8 (1934)
- Крест «За военные заслуги» 2-го и 1-го класса с мечами
- Германский орден (посмертно, 21 июня 1942)